# 陳玄興
陳玄興（1647年—1703年），號寂齋居士，明末清初畫家。以自己家族的根源為日本姓氏，故為頴川氏。

## 生平
因慕潮音道海之名而來到日本，在長崎居留而作畫。通経学，長於詩文。
延宝6年（1678年），獻上《釈迦雨宝孔子三教像》給德川綱吉將軍。畫風深深影響著長崎漢畫的成立。

## 著作
- 『詩苑余草』

## 關聯項目
- 長崎派
- 黒瀧山不動寺
- 木庵
- 陳璜